# Cyanastrum goetzeanum
Cyanastrum goetzeanum là một loài thực vật có hoa trong họ Tecophilaeaceae. Loài này được Engl. mô tả khoa học đầu tiên năm 1900.